# Droite souverainiste
« Droite souverainiste » (abrégée en DSV) est une nuance politique créée par le ministère français de l'Intérieur à l'occasion des élections régionales et départementales de 2021.
Cette nuance est attribuée à tout candidat, binôme ou liste apparenté au souverainisme de droite ou soutenu ou investi par un parti de droite souverainiste. De même, cette nuance peut être attribuée aux candidats ne revendiquant aucune étiquette mais dont le parcours et les positions permettent de les classer en tant que tel. Enfin, un candidat individuel peut également revendiquer lui-même cette nuance.

## Mise en place
La nuance est créée par une circulaire du ministre de l'Intérieur, Gérald Darmanin, le 23 avril 2021.

## Utilisation
Lors des élections régionales et départementales de 2021, la nuance est en particulier attribuée aux candidats, binômes et listes présentées par Debout la France.
À l'occasion des élections législatives de 2022, son champ d'attribution est étendu au parti Les Patriotes ainsi qu'à Génération Frexit, les deux formations ayant noué une alliance électorale avec Debout la France.